# Streptocladosoma dissimile
Streptocladosoma dissimile är en mångfotingart som beskrevs av Jeekel 1980. Streptocladosoma dissimile ingår i släktet Streptocladosoma och familjen orangeridubbelfotingar. Inga underarter finns listade i Catalogue of Life.